# Trichophotia
Trichophotia là một chi bướm đêm thuộc họ Noctuidae.